# Kafrmid
Kafrmid (arab. كفرميد) – wieś w Syrii, w muhafazie Idlib. W 2004 roku liczyła 593 mieszkańców.